# Onhausz Tibor
Onhausz Tibor, Ohnhausz (Budapest, 1955. július 22. – 2016. augusztus 25.) magyar labdarúgó.

## Pályafutása
A Ferencváros saját nevelésű játékosa. 1974-ben ifjúsági bajnoki címet szereztek 11 év után. Ekkor került végleg az első csapathoz olyanokkal, mint: Ebedli Ferenc, Nyilasi Tibor, Viczkó Tamás, Takács László, Kelemen Gusztáv, Rab Tibor. Ezzel a csapattal vágtak neki az 1974–1975-ös KEK szezonnak, ahol a döntőig meneteltek. A következő idényben bajnokok és kupagyőztesek lettek egyszerre. A Fradiban összesen 53 mérkőzésen lépett pályára (23 bajnoki, 14 nemzetközi, 16 hazai díjmérkőzés), amelyen 6 gólt szerzett ( 2 bajnoki, 4 egyéb).
1977-ben Győrbe a Rába ETO-hoz került, majd 1982-ben Siófokra, ahol 1986-ig szerepelt az élvonalban, de egyik csapatnál sem lett stabil csapattag. E két klubnál – 9 idény alatt – 104 bajnoki mérkőzésen vett részt és egy gólt szerzett. A Rába ETO-val egyszeres bajnok és kupagyőztes, a Siófokkal egyszeres kupagyőztes. 1986–1989 között a Veszprém SE labdarúgó volt és itt fejezte be az aktív labdarúgást.

## Sikerei, díjai
Ferencváros
- Magyar bajnokság: 
  - bajnok (1): 1976
  - ezüstérmes (1): 1974
  - bronzérmes (2): 1975, 1977
- Magyar Népköztársasági-kupa:
  - győztes (2): 1974, 1976,
  - döntős (1): 1977
- KEK:
  - döntős (1): 1974-1975
- BEK: 
  - nyolcaddöntős (1): 1976-1977

Rába ETO
- Magyar bajnokság: 
  - bajnok (1): 1982
- Magyar Népköztársasági-kupa:
  - győztes (1): 1979

Siófoki Bányász
- Magyar Népköztársasági-kupa:
  - győztes (1): 1984

Veszprém SE
- Magyar másodosztály
  - bajnok (1): 1988